# Kankakee (Illinois)
Kankakee es una ciudad ubicada en el condado de Kankakee en el estado estadounidense de Illinois. En el Censo de 2010 tenía una población de 27.537 habitantes y una densidad poblacional de 727,38 personas por km².

## Geografía
Kankakee se encuentra ubicada en las coordenadas 41°6′12″N 87°52′2″O / 41.10333, -87.86722. Según la Oficina del Censo de los Estados Unidos, Kankakee tiene una superficie total de 37.86 km², de la cual 36.61 km² corresponden a tierra firme y (3.28%) 1.24 km² es agua.

## Demografía
Según el censo de 2010, había 27537 personas residiendo en Kankakee. La densidad de población era de 727,38 hab./km². De los 27537 habitantes, Kankakee estaba compuesto por el 45.62% blancos, el 40.83% eran afroamericanos, el 0.32% eran amerindios, el 0.66% eran asiáticos, el 0.01% eran isleños del Pacífico, el 9.31% eran de otras razas y el 3.25% pertenecían a dos o más razas. Del total de la población el 18.55% eran hispanos o latinos de cualquier raza.

## Curiosidades
En el año 2000, el condado de Kankakee (no sólo la ciudad) fue elegida por el Places Rated Almanac como la peor comunidad para vivir entre las 354 analizadas en los Estados Unidos. Desde que esa noticia se hizo pública, aparte de servir para las bromas del showman de televisión David Letterman, las autoridades locales se han esforzado en mejorar infraestructuras de la zona, construyendo un parque acuático, una pista de hielo y revitalizando el centro de la ciudad.

## Famosos nacidos en Kankakee
- Jack Sikma, jugador de la NBA
- Joseph Michael Straczynski, escritor y guionista
- Fred MacMurray, actor
- Gregory Kunde, tenor
- Doodie Lo, artista